# Arctodiaptomus floridanus
Arctodiaptomus floridanus är en kräftdjursart som först beskrevs av Marsh 1926.  Arctodiaptomus floridanus ingår i släktet Arctodiaptomus och familjen Diaptomidae. Inga underarter finns listade i Catalogue of Life.